# Couture-d'Argenson
Couture-d'Argenson är en kommun i departementet Deux-Sèvres i regionen Nouvelle-Aquitaine i västra Frankrike. Kommunen ligger i kantonen Chef-Boutonne som tillhör arrondissementet Niort. År 2022 hade Couture-d'Argenson 408 invånare.

## Befolkningsutveckling
Antalet invånare i kommunen Couture-d'Argenson
| Referens: INSEE |